# Paul Reiser
Paul Reiser (New York, 30 marzo 1956) è un comico, attore e scrittore statunitense.

## Biografia
Nato da una famiglia ebrea, Reiser frequentò la East Side Hebrew Institute a Manhattan e prese il diploma alla Stuyvesant High School a New York. Si laureò alla Binghamton University, dove si specializzò in musica (piano, composizioni). Fu attivo in produzioni teatrali e fondò "The Little Theater That Could", un'organizzazione della compagnia teatrale al Hinman College. Fu più tardi rinominato Hinman Production Company. Reiser ricevette la sua "chiamata" quando a New York recitò in club di commedia durante le pause universitarie estive.
Dopo aver dimostrato le sue abilità di comico a New York, un importante ruolo per l'attore fu quello nel film del 1982 A cena con gli amici, un film di Barry Levinson. Il personaggio di Reiser, Modell, gli fece guadagnare l'attenzione di Hollywood, che notò le sue capacità. Il film aiutò anche altri attori che recitavano con lui a far carriera, attori come Kevin Bacon, Steve Guttenberg e Mickey Rourke. Proseguì col suo successo recitando la parte di un detective in Un piedipiatti a Beverly Hills, un ruolo che riprese poi nel sequel. Reiser ebbe anche ruoli nel film di James Cameron del 1986 Aliens - Scontro finale, in Bella, bionda... e dice sempre sì (1991) e nella commedia Mariti imperfetti (1995).
Paul recitò per altri due anni in televisione nel ruolo di uno dei due possibili padri di una ragazzina nella sitcom I miei due papà, e successivamente ricevette grande fama nel Nord America grazie al ruolo di Paul Buchman nella popolare sitcom Innamorati pazzi (Mad About You), in cui Helen Hunt recitò assieme a lui nel ruolo di sua moglie. Per il suo lavoro in Innamorati pazzi, Reiser ricevette delle nomination: premio Emmy, un Golden Globe, un "American Comedy Award" e un "Screen Actors Guild award". Nella stagione finale dello show, lui e Hunt furono pagati con 1 milione di dollari ad episodio. Nel 2001, Reiser ebbe il ruolo drammatico di un uomo che non spera più di ritrovare la madre biologica dopo aver scoperto di avere una grave malattia nel film My Beautiful Son.
Reiser ha anche scritto due libri, Couplehood e Babyhood, entrambi apparsi nella lista dei best seller del New York Times.

## Filmografia

### Cinema
- A cena con gli amici (Diner), regia di Barry Levinson (1982)
- Beverly Hills Cop - Un piedipiatti a Beverly Hills (Beverly Hills Cop), regia di Martin Brest (1984)
- Odd Jobs (1986)
- Aliens - Scontro finale (Aliens), regia di James Cameron (1986)
- Beverly Hills Cop II - Un piedipiatti a Beverly Hills II (Beverly Hills Cop II), regia di Tony Scott (1987)
- Prendi il mio cuore (Cross My Heart), regia di Armyan Bernstein (1987)
- Pubblifollia - A New York qualcuno impazzisce (Crazy People), regia di Tony Bill (1990)
- Bella, bionda... e dice sempre sì (The Marrying Man), regia di Jerry Rees (1991)
- 3½ Blocks from Home - documentario (1992)
- Family Prayers, regia di Scott Rosenfelt (1993)
- Mr. Write, regia di Charlie Loventhal (1994)
- Mariti imperfetti (Bye Bye Love), regia di Sam Weisman (1995)
- Get Bruce – documentario (1999)
- Storia di noi due (The Story of Us), regia di Rob Reiner (1999)
- Pros & Cons (1999)
- Un corpo da reato (One Night at McCool's), regia di Harald Zwart (2001)
- Purpose, regia di Alan Lazar (2002)
- Ricomincio da me (The Thing About My Folks), regia di Raymond De Felitta (2005)
- The Aristocrats – documentario (2005)
- Funny People, regia di Judd Apatow (2009)
- Whiplash, regia di Damien Chazelle (2014)
- Life After Beth - L'amore ad ogni costo (Life After Beth), regia di Jeff Baena (2014)
- Zona d'ombra (Concussion), regia di Peter Landesman (2015)
- Crazy Dirty Cops (War on Everyone), regia di John Michael McDonagh (2016)
- Il diario dell'amore (The Book of Love), regia di Bill Purple (2016)
- The Little Hours, regia di Jeff Baena (2017)
- Il tuo ex non muore mai (The Spy Who Dumped Me), regia di Susanna Fogel (2018)
- Horse Girl, regia di Jeff Baena (2020)
- Un padre (Fatherhood), regia di Paul Weitz (2021)
- Un piedipiatti a Beverly Hills - Axel F (Beverly Hills Cop: Axel F), regia Mark Molloy (2024)

### Televisione
- I miei due papà (My Two Dads) – serie TV, 60 episodi (1987-1991)
- Innamorati pazzi (Mad About You) – serie TV, 162 episodi (1992-1999/ 2019)
- My Beautiful Son/Strange Relaction – film TV (2001)
- Women vs. Men – film TV (2002)
- Curb Your Enthusiasm – serie TV, 1 episodio (2002)
- Dietro i candelabri (Behind the Candelabra), regia di Steven Soderbergh – film TV (2013)
- Red Oaks – serie TV, 3 stagioni (2014-2017)
- Stranger Things – serie TV, 14 episodi (2017-2022)
- Il metodo Kominsky (The Kominsky Method) – serie TV (2019-2021)
- Fosse/Verdon – miniserie TV (2019)
- The Boys – serie TV (2022)
- Reboot – serie TV, 8 episodi (2023)

## Doppiatori italiani
Nelle versioni in italiano delle opere in cui ha recitato, Paul Reiser è stato doppiato da:
- Mauro Gravina in Mariti imperfetti, Ricomincio da me, Life After Beth - L'amore ad ogni costo, Horse Girl
- Antonio Sanna in Whiplash, Stranger Things, Un piedipiatti a Beverly Hills - Axel F
- Francesco Prando in I miei due papà, The Boys, Reboot
- Gaetano Varcasia in Beverly Hills Cop - Un piedipiatti a Beverly Hills, Beverly Hills Cop II - Un piedipiatti a Beverly Hills II
- Tonino Accolla in Innamorati pazzi, Un corpo da reato
- Marco Mete in Dietro i candelabri, Fosse/Verdon
- Stefano Alessandroni in Zona d'ombra, Il metodo Kominsky
- Roberto Pedicini in Aliens - Scontro finale
- Giorgio Bonino in Prendi il mio cuore
- Piero Tiberi in Pubblifollia - A New York qualcuno impazzisce
- Stefano Benassi in Bella, bionda... e dice sempre sì
- Danilo De Girolamo in Storia di noi due
- Gioacchino Maniscalco in Funny People
- Alberto Angrisano in Red Oaks
- Mario Cordova in Crazy Dirty Cops
- Gianni Giuliano ne Il tuo ex non muore mai
- Paolo Buglioni in The Romanoffs
- Pasquale Anselmo in Un padre